# Gastronomische Akademie Deutschlands
Der gemeinnützige Verein Gastronomische Akademie Deutschlands e. V. (kurz GAD) ist eine Vereinigung von Fachleuten aus der Gastronomie und deren verwandten Branchen.

## Verein
Die Akademie versteht sich als Vereinigung, deren Zweck die Förderung der Tafelkultur, Kochkunst, Kultur und Geschichte der Gastronomie sowie fachbezogener Wissenschaft und Bildung ist.
Im Jahr 1959 wurde die Akademie in Bad Soden am Taunus gegründet. Ihr Sitz ist Frankfurt am Main.

## Preise

### Carl-Friedrich-von-Rumohr-Ring
Die GAD verleiht seit 1963 sporadisch den Carl-Friedrich-von-Rumohr-Ring. Preisträger sind Persönlichkeiten und Institutionen, die besondere Verdienste und Leistungen in den Bereichen Kochkunst und Tafelkultur vorzuweisen haben.
Dazu zählen u. a. der Weinkritiker Hugh Johnson, die Vereinigung junger Köche Jeunes Restaurateurs d’Europe, der TV-Redakteur Stefan Quante, der „Koch der Royals“ Anton Mosimann, OBE, sowie der „Jahrhundertkoch“ Eckart Witzigmann zusammen mit Top-Hotelier Hermann Bareiss.
Der Name der Auszeichnung geht auf den Kunsthistoriker, Schriftsteller und Gastrosophen Carl Friedrich von Rumohr zurück.

### Literarischer Wettbewerb
Der 1960 ins Leben gerufene Wettbewerb soll Autoren und Verleger anregen, hochwertige gastronomische Bücher auf den Markt zu bringen. Die Prämierung soll wie ein Gütesiegel, das außen auf der Publikation klebt, dem Käufer die Auswahl erleichtern. Ausgezeichnet werden nur Neuerscheinungen.
Die neutralen Preisrichter halten sich laut Akademie an folgende Kriterien:
- Sachliche Richtigkeit in Text und Bild
- Praxisnaher Nutzwert
- Korrekte Gliederung
- Starke Ausdrucksform und präzise Sprache
- Optisch ansprechende Gestaltung
- Exzellente Bildqualität und Illustration

Als höchste Auszeichnung wird seit 1971 die Goldene Feder verliehen, die von den Auszeichnungen Gold- und Silbermedaille gefolgt wird.

Goldene Feder
Goldmedaille
Silbermedaille

Die Preis-Verleihung der ausgezeichneten Bücher findet jährlich am ersten Tag der Frankfurter Buchmesse statt.

#### Preisträger Goldene Feder
- 1971: Werner Fischer: Köstlichkeiten internationaler Kochkunst. Hugo Matthaes Verlag, Stuttgart.
- 1971: René Kramer: Das große internationale Kochbuch. Verlag A. Pröbster, Kempten.
- 1975: Menü-Bände 1 – 10. Europart Verlagsgruppe Bertelsmann, Hamburg.
- 1975: Gertrud Benker: Der Gasthof. Callway Verlag, München.
- 1980: Friedrich W. Ehlert, Edouard Longue, Michael Raffael, Frank Wesel, Hannelore Blohm: Das große Buch der Pasteten. Teubner Edition, Füssen.
- 1986: Anton Mosimann, Holger Hofmann: Das große Buch der Meeresfrüchte. Teubner Edition, Füssen.
- 1986: Marianne Kaltenbach: Meine Fischküche. Hallwag Verlag, Ostfildern (Lizenzausgabe).
- 1990: Jean Dethier und andere: Baukunst und Weinbau / Châteaux Bordeaux. Hallwag Verlag, Ostfildern (Lizenzausgabe).
- 1990: Leon Moulin: Augenlust und Tafelfreude. Zabert Sandmann Verlag, Steinhagen (Lizenzausgabe).
- 1991: Kurt Matheis: Patisserie. Hugo Matthaes Verlag, Stuttgart.
- 1993: Robert M. Parker: Bordeaux. Hallwag Verlag, Ostfildern (Lizenzausgabe).
- 1998: Klaus Lampe, Eckart Witzigmann, Tony Khoo, Christian Teubner: Das große Buch vom Reis. Teubner Edition, Füssen.
- 2000: Walter Schobert: Das Whisky-Lexikon. Wolfgang Krüger Verlag, Frankfurt a. M.
- 2002: Eckehard Methler, Walter Methler: Von Henriette Davidis bis Erna Horn. Evangelische Kirchengemeinde, Volmarstein-Oberwengern.
- 2003: Uwe Voigt: Das große Lehrbuch der Barkunde. Matthaes Verlag, Stuttgart.
- 2004: Jancis Robinson: Das Oxford Weinlexikon. Hallwag, München.
- 2005: Michael Broadbent: Michael Broadbents große Weine. Hallwag, München.
- 2006: Dieter Müller, mit Fotos von Luzia Ellert: Dieter Müller. Collection Rolf Heyne, München.
- 2010: Dominik Flammer, Fabian Scheffold: Schweizer Käse. AT Verlag, Aarau.
- 2011: Christel Kurz: Die vegetarische Kochschule. Christian Verlag, München.
- 2013: Thomas A. Vilgis, Thomas A. Vierich: Aroma – Die Kunst des Würzens. Stiftung Warentest, Berlin.
- 2021: Norbert Niederkofler, Cook the Mountain - The nature around you. Südwest Verlag, München.
- 2025: Jan Hartwig, JAN - Labor der Liebe. Matthaes im DK Verlag, München.